# Parafia Najświętszej Maryi Panny Bolesnej w Gidlach
Parafia Najświętszej Maryi Panny Bolesnej w Gidlach – parafia rzymskokatolicka w Gidlach. Należy do dekanatu Gidle archidiecezji częstochowskiej. Została utworzona w XII wieku. Parafię prowadzą księża diecezjalni.
Kościół parafialny pw. NMP Bolesnej został zbudowany w II połowie XVIII wieku przez zakonników kartuskich. Konsekrowany 8 listopada 1767 roku przez bp. Ignacego Augustyna Kozierowskiego.
Funkcję proboszcza sprawuje ks. Krzysztof Krulik.